# Chrámová hora
Chrámová hora (hebrejsky הַר הַבַּיִת‎ Har ha-bajit, Chrámová hora, arabsky الحرم القدسي الشريف‎, al-Haram al-qudsí aš-šaríf, Vznešená svatyně), někdy uváděná též jako hora Moria (hebrejsky הר המוריה‎), je plošina o půdorysu nepravidelného čtyřúhelníku o rozměrech 313 m (severní strana), 470 m (východní strana), 280 m (jižní strana) a 485 m (západní strana), nacházející se v jeruzalémském Starém Městě. Část západní stěny Chrámové hory tvoří Zeď nářků, pozůstatek druhého židovského chrámu. Na vrcholu hory stojí kromě dvou největších – Skalního dómu a mešity al-Aksá – řada dalších menších staveb.
Chrámová hora je nejposvátnějším místem judaismu, podle sunnitských muslimů je třetím nejposvátnějším místem islámu, a náboženský význam má i pro některé křesťanské, zvláště pak protestantské kruhy. Díky tomu je jedním z nejuctívanějších míst na světě a rovněž i jedním z nejspornějších.
Hora je ve správě Jeruzalémského islámského vakfu, který reguluje přístup nemuslimů na horu (přístup jen jednou, Maghrebskou branou, a jen několik hodin denně) a také jim zcela zakazuje se tam modlit.

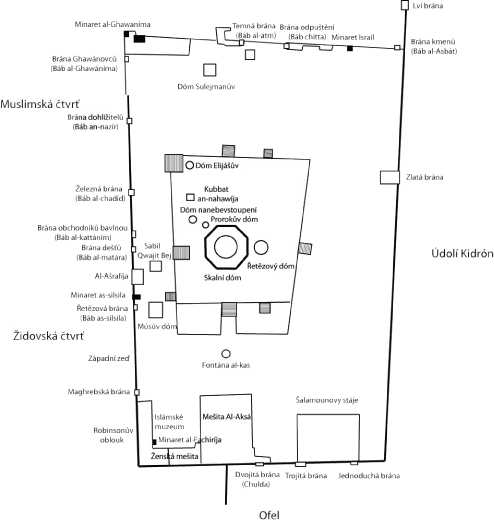
Chrámová hora – půdorysný plán

## Chrámová hora ve starověku
Chrámová hora byl původně vrcholek, který se vypínal na severní straně pevnosti Jebús, později Jeruzaléma. Samotné město (dnes známé jako „Město Davidovo“) se rozkládalo na ostrohu nad údolími Kidron a Tyropoeon. Na severu ostroh pokračoval výšinou Ofel, která přecházela v horu Moria.

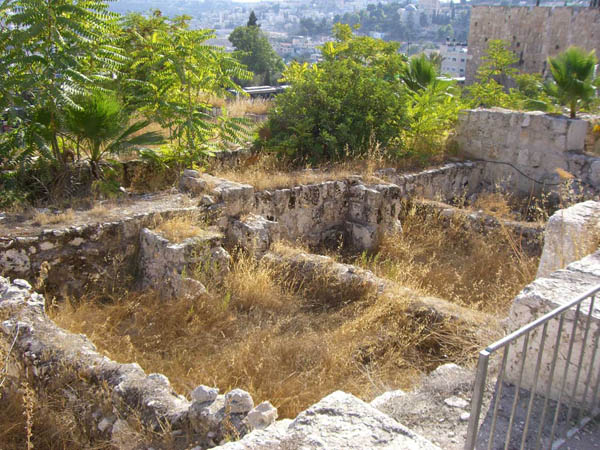
Vykopávky na Ofelu, pozůstatky staveb pocházející ze starověku

V roce 996 př. n. l. zbudoval izraelský král Šalamoun na vrcholu hory Moria, kde měl Abraham obětovat Izáka, Chrám. Dnes jsou Davidovo město i Ofel mimo hradby Starého města. Během vlády Davidovců začalo prostranství kolem Chrámu získávat svůj později specifický půdorys nepravidelného čtyřúhelníku. Tato platforma se rozšiřovala spolu s Chrámem. Těžbou kamene při stavbě Chrámu byla hora Moria rozdělena na Chrámovou horu a Golgotu.

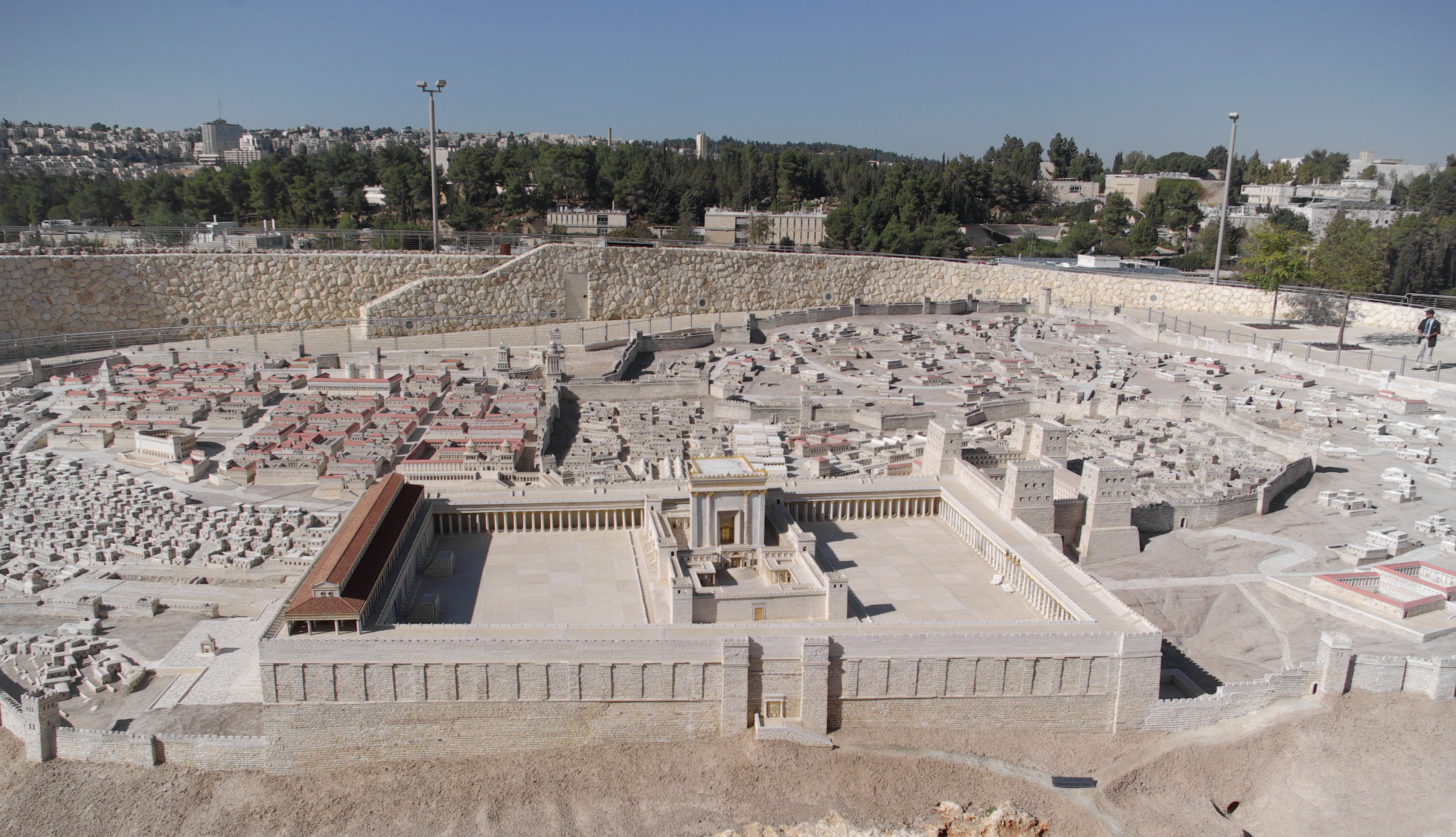
Chrám a Chrámová hora na modelu Jeruzaléma z roku 1966, nacházející se v Izraelském muzeu v Jeruzalémě

Po zničení Chrámu babylónským králem Nebukadnesarem II. roku 586 př. n. l. byl Jeruzalém opuštěn, teprve po návratu z babylonského zajetí Židé začali budovat Chrám. Stavbě se ale kladly na překážku různé obstrukce (nejzávažnější bylo pravděpodobně odmítnutí Samařanů na výstavbě Chrámu), proto byla dokončena až roku 516 př. n. l. Nový Chrám byl mnohem skromnější a menší než původní. Koncepce Chrámové hory ale byla zachována. Radikální přestavby se Chrám dočkal za vlády Heroda Velikého. Chrámové nádvoří bylo rozšířeno a budova Chrámu byla přestavěna a zvětšena. Kromě jiného byla přímo na severní straně Chrámové hory postavena obří pevnost, kde byla umístěna římská posádka. Herodes ji na počest svého přítele Marca Antonia nazval Antonia“. Umístění hlavního sídla posádky hned vedle Chrámu mělo své opodstatnění, neboť Římané se obávali (a právem), že povstání, které by mohlo proti nim vypuknout, by mělo centrum právě v Chrámu.
Chrám byl zničen Titem v roce 70 a od té doby až do současnosti nebyl obnoven. Z Chrámu zůstaly pouze obvodové zdi, město bylo téměř celé zničeno, jeho hradby strženy a z jeho systému opevnění ponechány pouze tři věže, na jejichž místě dnes stojí Davidova citadela a Jaffská brána. Trosky Chrámu stály na Chrámové hoře pravděpodobně až do vlády císaře Hadriána, který se rozhodl přebudovat Jeruzalém, ležící v ruinách, na římské město Aelia Capitolina. Na Chrámové hoře měl stát chrám Jupitera Kapitolského. Tento krok vedl přímo k Bar Kochbovu povstání, po němž byly zbytky Chrámu definitivně srovnány se zemí, Chrámová hora zorána pluhem, a území bylo ponecháno ladem. Z celé stavby zůstala viditelná pouze Západní zeď, nazývaná někdy jako Zeď nářků. Obětní bohoslužba se od zničení Chrámu Titem konala na Chrámové hoře dvakrát – poprvé v letech 133 – 135 během Bar Kochbova povstání, podruhé na počátku 7. století, kdy se vlády nad městem nakrátko zmocnili Peršané. Poté, co Jeruzalém dobyla zpět byzantská armáda a Židy vyhnala, vládla nad městem pouze do roku 638, kdy ho dobyli Arabové.

## Chrámová hora v křesťanském období
Pro křesťany neměla Chrámová hora velký význam. Zničení Chrámu pro ně představovalo naplnění Ježíšova proroctví, pokoření synagogy znamenalo triumf církve. Centrum křesťanského života se v nově vybudovaném Jeruzalémě soustředilo kolem bývalého popraviště Golgota a tam stojícímu Chrámu Božího hrobu. Na Chrámové hoře bylo v době obsazení Jeruzaléma muslimy smetiště. Židé k Chrámové hoře směli pouze jednou do roka, v den výročí zničení Chrámu, na 9. av.

## Chrámová hora v muslimském období

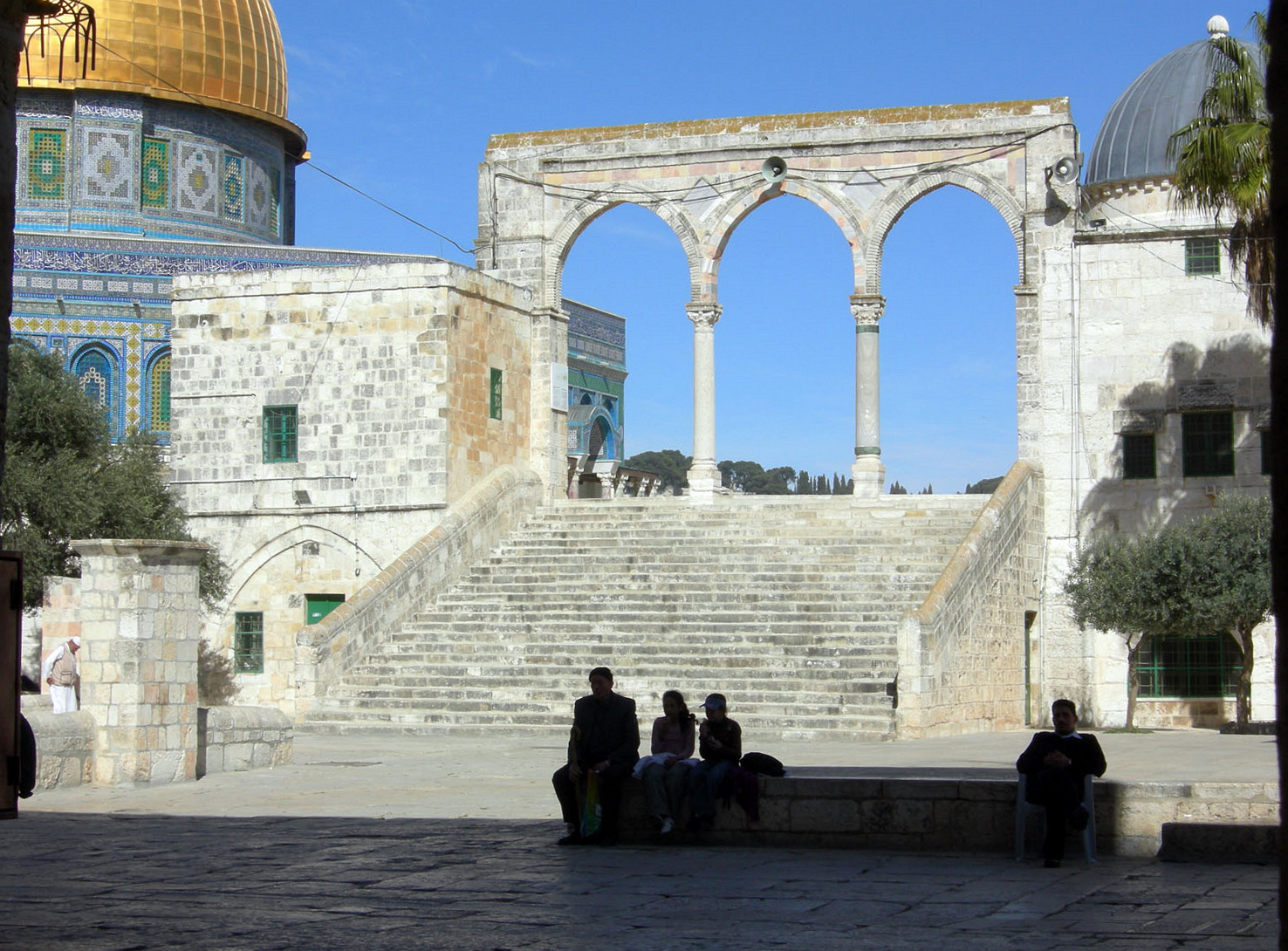
Vstup na Chrámovou horu

Když chalífa Umar ibn al-Chattáb dobyl Jeruzalém, chtěl vidět, kde se nacházel Chrám, kam měl být dle muslimské tradice zanesen prorok Mohamed během své Noční cesty. Patriarcha Sofronius jej nejprve zavedl do Chrámu Božího hrobu, ale Umar se v něm odmítl modlit. Sofronius (a podle jiné verze židovský konvertita Ka'ab al-Achbar) ho zavedl na Chrámovou horu, která byla v zanedbaném stavu. Umar tehdy přísahal, že toto posvátné místo očistí, což se stalo, a tehdy byla odkryta původní skála. Chalífa Abd Al-Málik ibn Marwán nad touto skálou postavil v letech 685-691 Skalní dóm, o něco později, v letech 705 – 715, postavil jeho syn Umájad al-Wálid na jižním okraji Chrámové hory mešitu Al-Aksá. Během dalších staletí přibývaly na Chrámové hoře další stavby (viz níže). Koncepci a status Chrámové hory narušilo pouze křižácké období, kdy byl Skalní dóm přejmenován na Templum Domini, a Al-Aksá na Templum Salomonis, nicméně křižáci obě stavby nechali stát. Zájem o Chrámovou horu znovu oživl až na konci 19. století, a to ze dvou důvodů:
- archeologické výzkumy prováděné Charlesem Wilsonem, Charlesem Warrenem a Edwardem Robinsonem, kdy byly objeveny důkazy biblických událostí (Chizkijášův tunel, síť tunelů pod Chrámovou horou) i zbytky Druhého Chrámu, nazvané po svých objevitelích Wilsonův oblouk, Warrenova brána a Robinsonův oblouk, což byly zbytky schodišťových ramp vedoucí na Chrámovou horu, vybudované Herodem Velikým
- vzestup sionistického hnutí a souběžně s ním vzestup náboženského sionismu, které spatřovalo možnost vybudovat Třetí Chrám

## Izraelské období

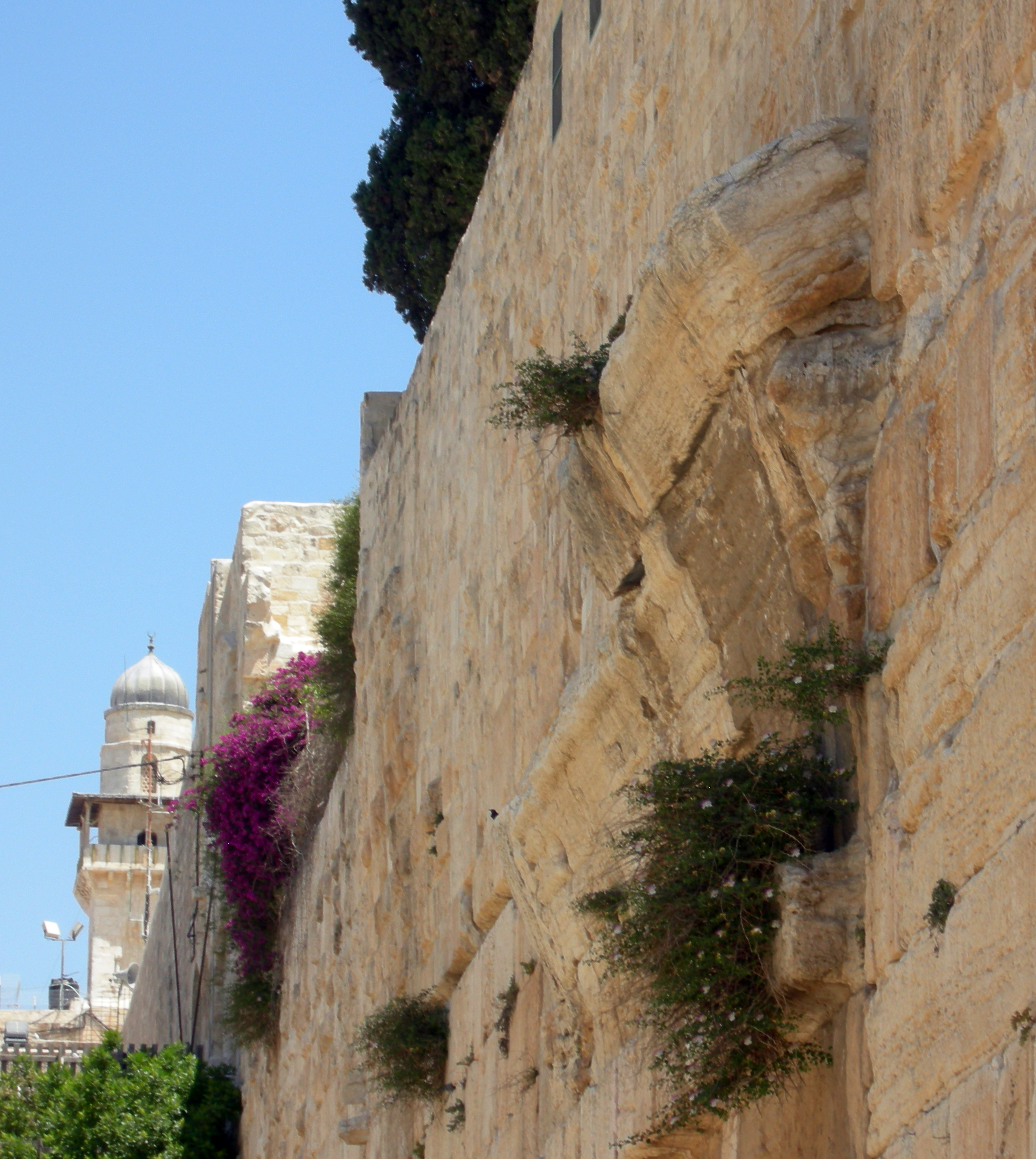
Robinsonův oblouk – zbytek přístupové rampy z dob Druhého Chrámu čnící z opěrné zdi Chrámové hory

Ačkoli vláda nad Jeruzalémem náležela od konce 1. světové války Britům, na statu quo Chrámové hory se nic nezměnilo (byť krvavé nepokoje v Palestině v roce 1929 byly motivovány zčásti tvrzením Arabů, že Židé hodlají znesvětit islámská svatá místa a naopak). Dokonce ani po vyhlášení Státu Izrael v roce 1948, neboť jordánská Arabská legie obsadila Staré Město a dokázala ho udržet. Jediný rozdíl byl v tom, že Skalní dóm a mešita al-Aksá nepožívaly v muslimském světě takovou mediální váhu, jako ve chvíli, kdy se Chrámové hory 7. 6. 1967 zmocnili Izraelci a po devatenácti staletích obnovili židovskou suverenitu nad nejposvátnějším místem judaismu. Během let 1948 až 1967 měli Židé opět, jako v éře Hadriána a Justiniána I., zakázán ke Chrámové hoře přístup.
Izrael si oficiálně nárokuje nad Chrámovou horou suverenitu a prohlásil Jeruzalém za nedělitelné hlavní město Izraele (nicméně tento krok nebyl uznán OSN) ale náboženskou správu nad Chrámovou horou předal do rukou muslimské rady Waqf, která má de facto autonomii, nicméně částečně se zodpovídá jordánskému králi. Levi Eškol se po dobytí Jeruzaléma sešel s náboženskými představiteli města a garantoval jménem Státu Izrael suverenitu všem náboženským směrům. Smlouva s Waqfem, kterému Izrael dovolil nadále spravovat Chrámovou horu, měla zaručovat všem, tedy i Židům a křesťanům, vstup a volný pohyb po Chrámové hoře. Situace se změnila po vypuknutí druhé intifády v roce 2000. Na samotné Chrámové hoře je v současnosti zakázáno nemuslimům modlit se, a to z důvodu obav před nepokoji a negativními reakcemi muslimů. Pokud nemuslim zůstane na Chrámové hoře mimo vyhrazený čas nebo se modlí, je vyveden policií. Na celý prostor také dohlížejí strážci Waqfu, kteří mohou v případě potřeby zavolat policii.

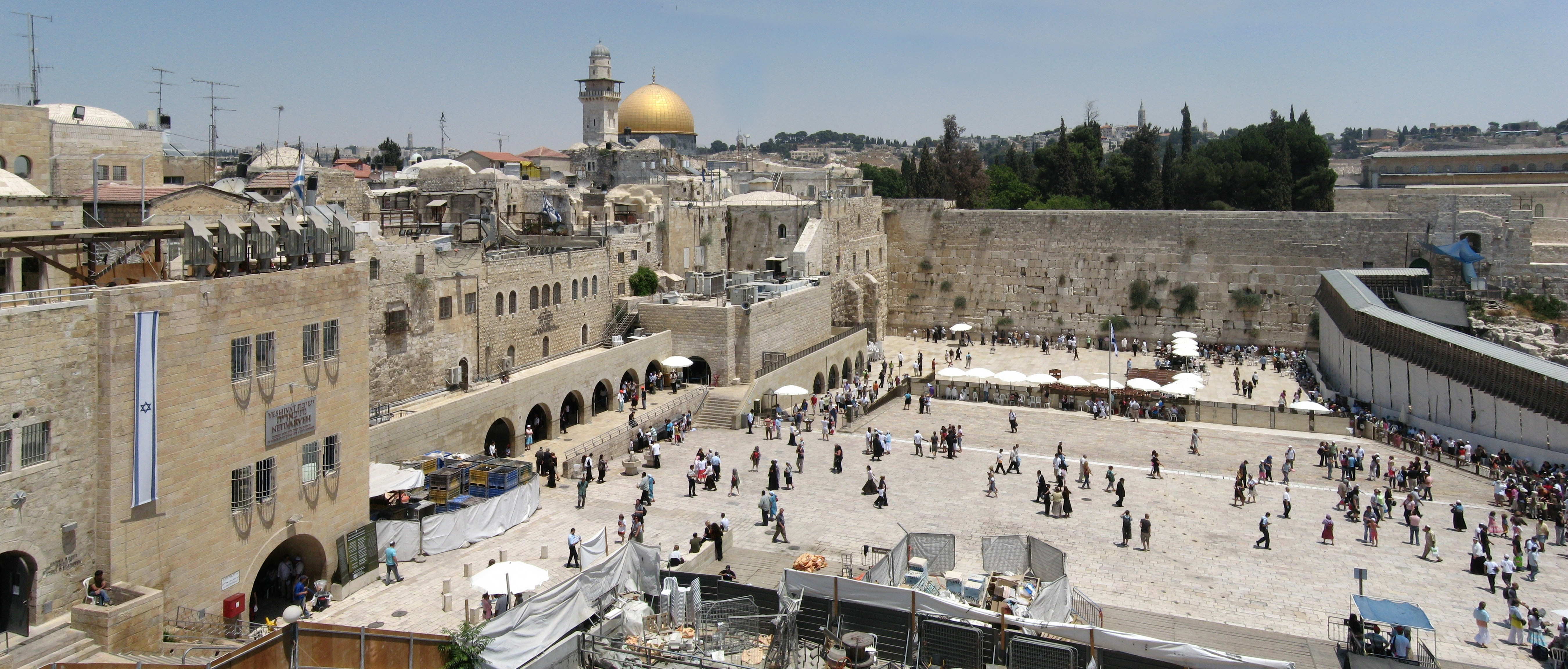
Western Wall Plaza se Západní zdí a Chrámovou horou v pozadí

Krátce po skončení šestidenní války bylo před Západní zdí vybouráno prostranství a odstraněna čtvrť Mughrabi. Toto prostranství, nyní známé jako Western Wall Plaza, je považováno za synagogu pod širým nebem. V okolí probíhají jak archeologické výzkumy, tak i stavební práce.

## Postavení Chrámové hory v judaismu

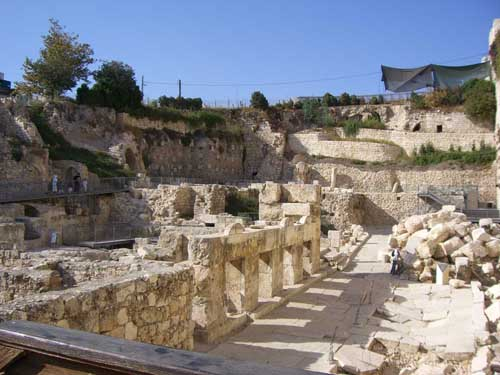
Vykopávky z dob Druhého chrámu u jihozápadního rohu Chrámové hory

### Tradice týkající se Chrámové hory
Chrámová hora je, jak již bylo napsáno, nejsvětějším místem judaismu. Je místem, kde se rodily jeho dějiny, je místem, ke kterému se obracejí věřící během modliteb. Skála, nad níž se nyní tyčí Skalní dóm, je rabíny nazývána אבן השתייה‎ – even ha-štija, základní kámen celého světa.
Skála na Chrámové hoře má být místem, kde Abraham chtěl obětovat Izáka a tradice ho ztotožňuje i s místem, kde nocoval Jákob, když měl svůj sen, ve kterém viděl vystupovat a sestupovat anděly. Podle dalšího komentáře měli andělé symbolizovat oběti, které byly přinášeny v Chrámu Hospodinu, a odpuštění, které Bůh sesílal na zemi.
Chrám byl místem, kde přebývala Boží přítomnost (šechina, hebrejsky: שכינה‎), kde byla uložena Archa úmluvy, Desky smlouvy, Menora, kde velekněz vcházel do Nejsvětější svatyně na Jom kipur snímat hříchy Izraele. Z náboženského hlediska je tak Chrámová hora místem, kde se Bůh setkával s člověkem, kde se nebesa setkávala se zemí. Podle Talmudu šechina nikdy neopustila Západní zeď.
Všeobecně přijímanou tezí mezi židy téměř všech denominací je, že Mesiáš přijde a postaví na Chrámové hoře Třetí chrám.

### Právní postavení Chrámové hory v judaismu
Chrámová hora je místem, na které bylo dovoleno vstupovat pouze ve stavu úplné rituální čistoty. Jelikož k potřebné rituální očistě nejsou prostředky, většina rabínů zakazuje židům na Chrámovou horu vstoupit. Tento názor ovšem není přijímán všeobecně. Mezi ultraortodoxními, ortodoxními i neortodoxními židy se vyskytují jak názory zastávající stanovisko nevstupovat na Chrámovou horu, tak i názory, které návštěvu hory či některých jejích částí při dodržení určitých postupů povolují, nebo ji alespoň tolerují. Stejně tak neplatí vždy, že ultraortodoxní antisionističtí Židé vždy vstup na Chrámovou horu zakazují a náboženští sionisté povolují.
Podle křesťanských zdrojů židé ještě v byzantské době navštěvovali trosky Chrámu, za císaře Juliana Apostaty jim bylo dokonce dovoleno Chrám znovu vybudovat, tudíž zákaz neplatil vždy. První zmínku nacházíme až v dopise od Ovadji di Bertinory roku 1488.
Vstup na Chrámovou horu zakazovali a zakazují např. tito rabíni:
- Jona Metzger, vrchní aškenázský rabín Izraele
- Šlomo Amar, vrchní sefardský rabín Izraele
- Ovadja Josef, bývalý vrchní sefardský rabín Izraele
- Elijahu Bakši-Doron, bývalý vrchní sefardský rabín Izraele
- Šmu'el Rabinowitz, rabín Západní zdi
- Šlomo Aviner, hlava ješivy Ateret Kohanim
- Jisra'el Me'ir Lau, bývalý vrchní aškenázský rabín Izraele a vrchní rabín Tel Avivu
- Mordechaj Elijahu, bývalý vrchní sefardský rabín Izraele
- Abraham Isaac Kook, vrchní aškenázský rabín britského mandátu Palestina, považovaný za prvního vrchního aškenázského rabína Izraele a vůdčí postavu náboženského sionismu
- Josef Šolom Eljašiv, hlava charedi komunity v Me'a Še'arim
- Joel Teitelbaum, satmarský rebbe, bývalý vůdce komunity satmarských chasidů, hlavní antisionistické frakce v chasidském hnutí.

Vstup na Chrámovou horu povolovali a povolují např. tito rabíni
- Šlomo Goren, bývalý vrchní aškenázský rabín Izraele
- Chajim David Ha-Levi, bývalý vrchní rabín Tel Avivu
- Dov Lior, rabín Kirjat Arby
- Josef Elboim
- Še'ar Jišuv Ha-Kohen, vrchní rabín Haify

Maimonides se modlil na Chrámové hoře a údajně za jeho dnů měla na Chrámové hoře stát synagoga (podle jiných se modlil ve Skalním dómu, což ovšem halaše neodporuje, neboť není místem modloslužby). Dokonce ustanovil výročí své modlitby na Chrámové hoře (6. chešvan) jako výroční den pro sebe a svou rodinu.
Šlomo Goren během svého působení v úřadu vrchního rabína Izraele vstoupil do Skalního dómu, oblečen v talitu, tfilin a se svitkem Tóry.
Další rabíni povolují vstup na Chrámovou horu pod podmínkou, že muži i ženy prodělají předtím očistnou koupel v mikvi, ženy nebudou v období menstruace, muži nebudou nosit koženou obuv. Další omezení se týkají prostoru, který mohou židé navštívit – názory se různí, někteří se domnívají, že mohou obejít pouze okraj Chrámové hory, jiní se domnívají, že nesmějí pouze vystoupit na vyvýšenou platformu kolem Skalního dómu, Šlomo Goren i jeho následovníci se domnívají, že by Židé měli vstoupit až do srdce Skalního dómu, aby dokázali svou vládu a suverenitu nad místem.
Tato praxe omezeného vystupování na Chrámovou horu je odvozena z původních zvyků, platných za dob Chrámu, kdy byl Chrám rozdělen na „nádvoří národů“, „nádvoří žen“, „nádvoří Izraele“, „svatyně“, a „velesvatyně“. Podle některých přísných nařízení se zákaz pro rituálně nečistého člověka vztahoval na celou Chrámovou horu, podle jiných nesměl vstoupit pouze do ženské části. Na druhou stranu bylo povoleno vstoupit do jakékoli části Chrámové hory, dokonce i do Nejsvětější svatyně, a to v rámci nutných oprav. Podle traktátu Berachot 9, 5 by „člověk neměl vstupovat na Chrámovou horu se svou holí, měl by se zout, neměl by si zkracovat přes ni cestu a plivat kolem sebe.“ Na Chrámovou horu se mohlo vcházet pouze z východní strany a odcházet pouze z pravé strany (kromě zvláštních příležitostí, Midot 2, 2).
Dnes se diskutuje o přinášení obětí. Podle některých názorů je přinášení obětí zapovězeno až do vybudování Chrámu, podle jiných je možné a dokonce povinné přinést oběť (zvláště pak oběť na Pesach) na Chrámovou horu a obětovat ji na oltáři, který by byl vztyčen na místě původního.

## Postavení Chrámové hory v islámu
Sunnitští muslimové považují Chrámovou horu za třetí nejsvětější místo islámu a místo první qibly (směru modlitby). Sunna identifikuje místo al-masdžid al-Aksá (nejvzdálenější mešitu), do které byl prorok Mohamed přenesen během své Noční cesty, jako Jeruzalém a Chrámovou horu, místo, kde svou „mešitu“ měli postavit i David a Šalamoun, které islám uznává jako Boží proroky.

## Stavby na Chrámové hoře

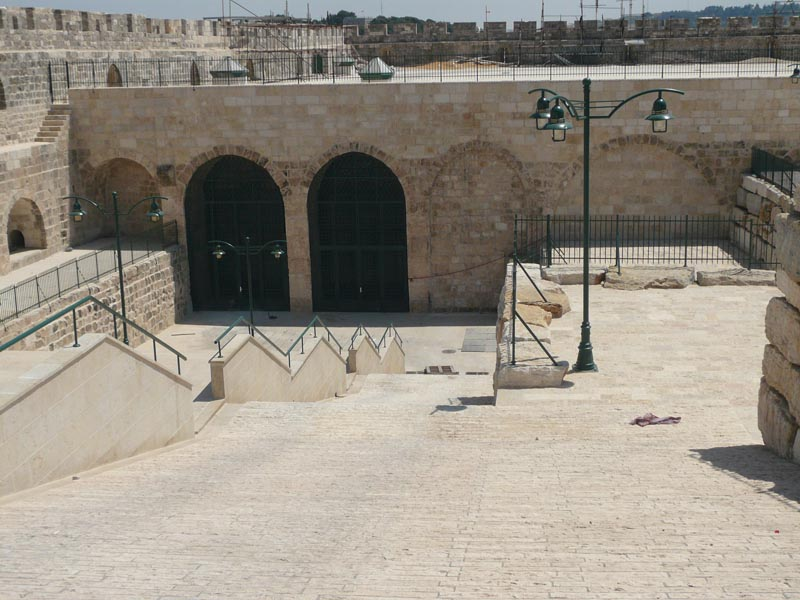
Šalamounovy stáje

### Šalamounovy stáje

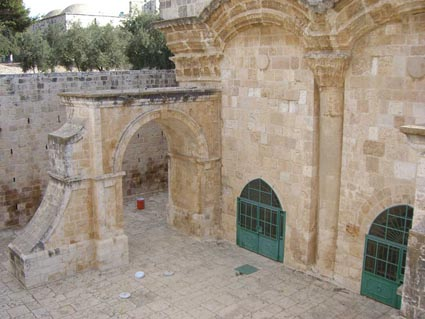
Zlatá brána při pohledu z Chrámové hory

Hebrejsky אֻרְווֹת שְׁלֹמֹה‎ (urvot Šlomo), arabsky المصلى المرواني‎ (al-musallan al-Marwání). Nacházejí se v jihovýchodním rohu hory. Šalamounovy stáje jsou podzemní chodby, původně to byly východy z jižní strany Chrámové hory, postavené Herodem Velikým. Tyto brány (jednoduchá, dvojitá – Chulda – a trojitá) jsou dosud patrné v jižní hradbě Chrámové hory. Tato část hory je uměle navezená, není součástí původního skalního masivu. Jejich účel byl především podpůrný – jihovýchodní stěna Chrámové hory se tyčí přímo nad srázem do údolí Kidron a je nejméně stabilní a odolná proti zemětřesení. Jako stáje je užívali křižáci během své vlády nad Jeruzalémem, odtud jejich název, který ovšem se Šalamounem nemá nic společného.

### Zlatá brána
Dvojitá brána na východní straně Chrámové hory. Hebrejsky ša'ar ha-Rachamim, arabsky báb ar-Rachma nebo báb at-Tauba (brána Milosrdenství nebo brána Pokání). Muslimové ji zazdili a na vnější straně při ní zřídili svůj hřbitov, na který je jinověrcům a bezvěrcům vstup zakázán[zdroj⁠?!].

### Řetězový dóm

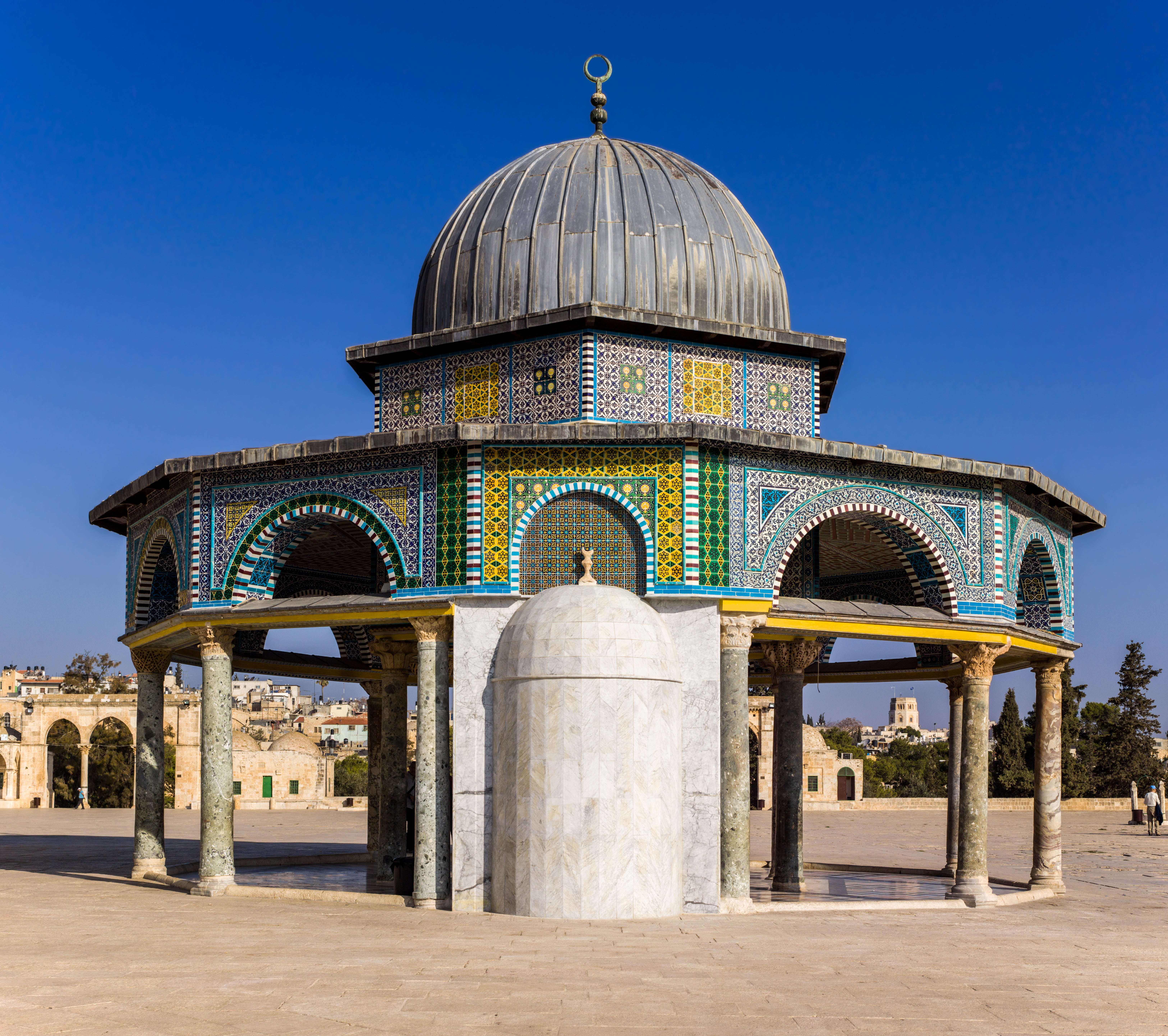
Řetězový dóm

Arabsky Kubbat as-silsila, nachází se východně od Skalního dómu. Postaven možná již v osmém století Abd al-Málikem. Své jméno má pravděpodobně od stříbrných řetězů, které byly přinášeny k dómu, neboť sloužil jako pokladnice. Křižáci jej přejmenovali na kapli sv. Jakuba Menšího. Mozaiky, kterými je vyzdoben, podle některých odborníků překonávají výzdobu samotného Skalního dómu.

### Dóm prorokův

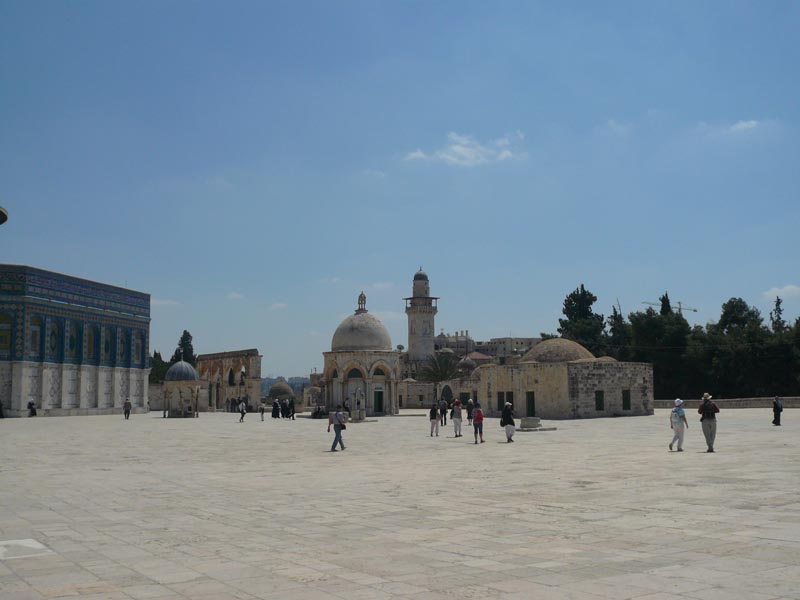
Esplanáda Chrámové hory – zleva: Dóm prorokův, dóm nanebevzetí, dóm al-Naháwíja

Arabsky Kubbat an-Nábí, stojí východně od Skalního dómu a byl postaven r. 1538 Muhammadem Bejem, guvernérem Jeruzaléma. Obsahuje mihráb (modlitební výklenek) směřující k Mekce.

### Dóm Nanebevzetí
Arabsky Kubbat al-mirádž, připomínající prorokovu cestu do nebe. Je inspirován byzantským dómem na Olivetské hoře, který označuje místo Ježíšova nanebevzetí (podle islámské tradice). Byl postaven z kamenů z křižáckých staveb. Fakt, že se svatyně nanebevzetí nachází mimo Skalní dóm, svědčí o tom,že islámská tradice nepovažovala dóm a skálu za místo, odkud se prorok vznesl do nebe.

### Dóm an-Naháwija
Arabsky kubbat an-Naháwíja (dóm Učenců) stojí v severozápadním rohu platformy. Postaven 1207 (podle některých zdrojů 1217) emírem Hasanem ad-Dín jako škola gramatiky a literatury. Také tato stavba byla postavena z kamenů pocházejících z křižáckých budov.

### Dóm hebronského
Arabsky Kubbat al-Chálilí, postaven v 19. století na paměť šajcha Muammada al-Chálilí (dosl. "hebronský").

### Dóm proroka Elijáše
Arabsky Kubbat al-Chadr je otevřená svatyně se šesti mramorovými sloupy nacházející se v severozápadním rohu platformy.

### Minbar (kazatelna) Burchan ad-Dín
Původně postavena pravděpodobně Saladinem v r. 1190 jako Minbar as-Saif (letní minbar), neboť byla a je používána jako kazatelna pod širým nebem pro letní měsíce. Pojmenována později po kazateli (qádí) Burchanu ad-Dínovi z Jeruzaléma (některé zdroje jej uvádějí jako autora rekonstrukce) r. 1456. Další rekonstrukce proběhla r. 1483 pod tureckým emírem Mohamedem Rašídem. Někdy bývá uváděna jako "Omarova kazatelna".

### Fontána al-Kas

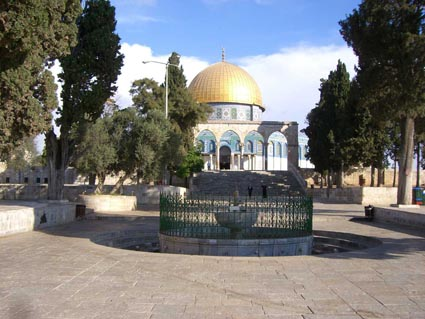
Fontána al-Kas

Severně od mešity al-Aksá. Postavena r. 709, slouží k rituálnímu umývání modlícím se lidem. Emír Tankaz an-Nasr ji v letech 1327-28 rozšířil. Původně využívala k zásobování vodou systém, který používal Chrám, dnes je napájená z vodní sítě.

### Kájtbájová fontána

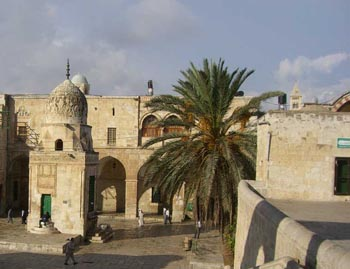
Kájtbájova fontána

Stojí západně od Skalního dómu, na snížené platformě, postavena jako dar egyptského sultána Kájtbáje roku 1487.

### Arkády

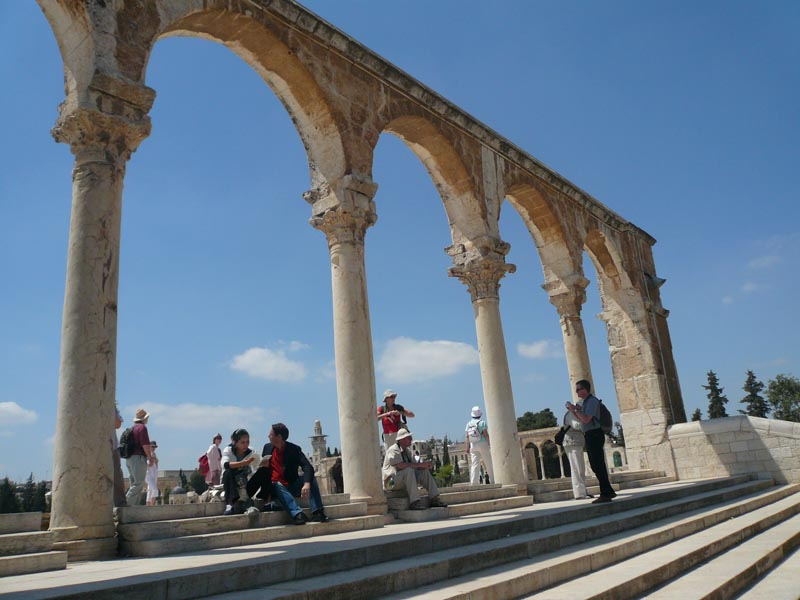
Arkády

Na vrcholu každého z osmi schodišť vedoucí na nejvyšší platformu přímo ke Skalnímu dómu stojí arkády – qanátir. Podle muslimské tradice jsou to váhy (mawázin), na kterých budou váženy duše na konci dní.

### Dóm duchů
Malá kupolovitá stavba v severovýchodním rohu platformy. Její podlahu tvoří původní skála. Její název odkazuje na Ducha Božího, který měl přebývat na tomto místě, její jiný název, Dóm desek, zase odkazuje na desky Desatera, uložené v Arše úmluvy. Ascher Kaufmann umisťuje právě na jeho místo Nejsvětější svatyni a centrum Chrámu.

### Brány vedoucí na Chrámovou horu

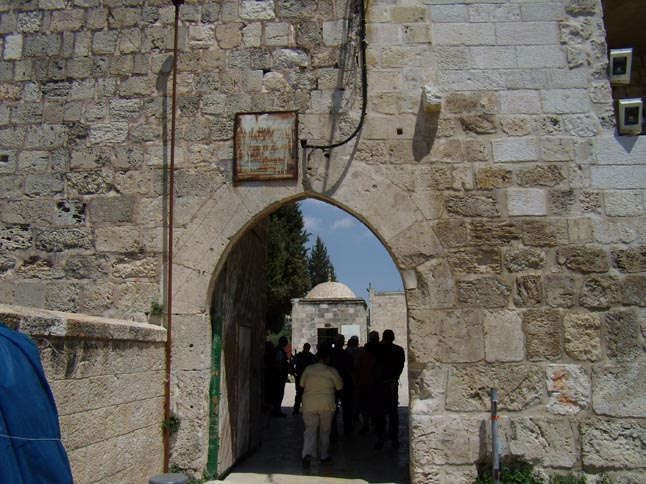
Maghrebská brána

Celkem dvanáct bran vede přímo na Chrámovou horu, z toho jedna (Zlatá brána) je zazděná. Kromě těchto bran se ještě dochovaly tři brány v jižní stěně Chrámové hory, známé dnes jako „jednoduchá“, „dvojitá“ (Chulda) a „trojitá“. Všechny tři jsou zazděné, ale jejich obrysy jsou v jižní opěrné stěně stále dobře patrné.
Současné brány jsou až na výjimky pouhé průchody ve stavbách kolem Chrámové hory, nejsou to brány v pravém slova smyslu, jako brány vedoucí skrze hradby do Starého města.

#### Maghrebská brána
Je jedinou branou, kterou v současnosti mohou přicházet nemuslimové na Chrámovou horu. Na Chrámovou horu vystupují po visuté rampě po předchozí důkladné prohlídce. Je pojmenovaná podle čtvrti, která se dříve v jejím sousedství nacházela – mughrabi (marocká nebo „západní“)

#### Řetězová brána
Arabsky Báb al-silsila, hebrejsky Ša'ar ha-šalšelet. Své jméno zdědila podle Řetězového dómu a ulici, na kterou navazuje – řetězová (arabsky al-silsila, hebrejsky ha-šalšelet)

#### Brána dešťů
Arabsky Báb al-matára. Malý průchod vedoucí přímo k západnímu schodišti na esplanádu Chrámové hory. Pojmenovaná podle umýváren, které se vedle ní nacházejí.

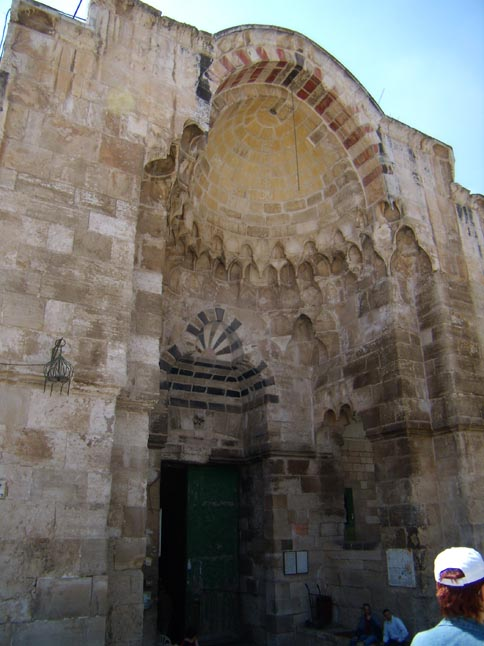
Brána obchodníků s bavlnou

#### Brána obchodníků bavlnou
Nejvýstavnější brána vedoucí na Chrámovou horu, navazuje na trh (súk) nazvaný „Trh obchodníků bavlnou“ (Cotton merchant market, Súk al-kattáním)

#### Železná brána
Arabsky Báb al-chadíd.

#### Brána dohlížitelů
Arabsky Báb al-nazír.

#### Brána Ghawánovců
Arabsky Báb al-Ghawáníma.

#### Temná brána
Arabsky Báb al-atm.

#### Brána odpuštění
Arabsky Báb al-chitta.

#### Brána kmenů
Arabsky Báb al-asbát.

## Konfrontace na Chrámové hoře
Již během války za nezávislost v r. 1948 plánovaly radikální židovské skupiny soustředěné především kolem organizace Irgun Cvaj Leumi vyhodit obě mešity do vzduchu, a to i přes nařízení Davida Ben Guriona o neničení náboženských staveb. Jejich úmysl tehdy zmařil neúspěch židovské ofenzívy proti Starému městu.
20. července 1951 byl na Chrámové hoře zavražděn jordánský král Abdulláh I. poté, co dokončil modlitbu v mešitě Al-Aksá. Jeho vrah, Mustafa Šukrí Ušo, palestinec spřízněný s rodinným klanem Husejní (do nějž patřil muftí Hadž Amín al-Husejní i Jásir Arafat), ho zavraždil, neboť kolovaly pověsti, že se král chystá uzavřít separátní mír s Izraelem.
7. června 1967, téměř ihned po dobytí Chrámové hory, navrhl tehdejší vrchní rabín izraelské armády a pozdější vrchní rabín Izraele Šlomo Goren, aby byly obě mešity na Chrámové hoře vyhozeny do vzduchu, eventuálně aby byly zdemolovány „v rámci válečných operací“. Šlomo Goren později prohlásil, že bylo velkou chybou nechat mešity stát a že „takovou příležitost již mít nebudeme“.
21. srpna 1969 Australan Michael Dennis Rohan, člen radikální Worldwide Church of God (Světová Boží církev), založil oheň v mešitě Al-Aksá. Rohan patřil mezi fundamentální křesťany, kteří věří, že po postavení Třetího Chrámu a shromáždění Židů v Izraeli dojde k druhému příchodu Ježíše Krista. Oheň tehdy zničil vzácnou kazatelnu, věnovanou Saladinem.
11. dubna 1981 vstoupil do mešity Al-Aksá Alan Goodman, čerstvý přistěhovalec do Izraele z USA, a začal pálit do přítomných lidí. Zabil dva Palestince.
V roce 1981 nechala zabetonovat izraelská vláda 2000 let starý tunel u Warrenovy brány, aby předešla nepokojům, které hrozily z arabské strany.
Během uplynulých 20 let Waqf zakázal provádět jakékoli archeologické vykopávky na Chrámové hoře.
V roce 1996 Izrael otevřel tunely pod západní zdí, což vyvolalo mezi Araby nepokoje. Muslimové tvrdili, že vykopávky a archeologický výzkum jsou jen zástěrkou k narušení stability staveb na Chrámové hoře.
V roce 2000 vystoupil tehdejší předseda opoziční strany Likud Ariel Šaron na Chrámovou horu i se svým doprovodem. Přítomní muslimové po něm začali házet kameny a boty. Nepokoje přerostly v několik let trvající druhou Intifádu, někdy nazývanou Intifáda Al-Aksá. Od té doby až do roku 2003 byl vstup na Chrámovou horu nemuslimům zakázán, od roku 2003 je vstup na Chrámovou horu pro nemuslimy povolen pouze ve vyhrazených hodinách.
28. 12. 2001 Nejvyšší islámský výbor pro Palestinu a Al-Kuds prohlásil, že veškeré nároky židů a rabínů na Chrámovou horu jsou fikce a pro existenci Chrámu neexistuje žádný důkaz.
V únoru 2004 se po zemětřesení zhroutila přístupová rampa (nazývaná „rampa Šlomo Gorena“) na Chrámovou horu vedoucí skrze Maghrebskou bránu. O tři roky později vypukly na Chrámové hoře nepokoje, které musela policie rozhánět slzným plynem a obušky, když Arabové obviňovali Izraelský památkový úřad, že práce na rampě mají za cíl zničit mešitu Al-Aksá.
V říjnu 2006 navrhl poslanec za krajně pravicovou stranu Národní jednota Uri Ari'el stavbu synagogy na Chrámové hoře, údajně jako příležitost pro islám, aby dokázal, že je skutečně tolerantním náboženstvím. Proti plánu se ostře ohradil Waqf, zástupci izraelských a palestinských Arabů, i někteří izraelští zákonodárci. Totéž navrhl Ehud Barak, tehdy ještě ve funkci ministerského předsedy, na summitu v Camp Davidu r. 2000 (když skupina ultraortodoxních židů chtěla zbudovat Chrám a mešity zbourat nebo přesunout do Mekky).
V únoru 2007 povolil Waqf stavební práce za použití těžkých strojů bez jakéhokoliv archeologického průzkumu přímo na Chrámové hoře. Oficiálním důvodem bylo položení kabelu. Israel antiquities authority protestoval několik měsíců proti ničení archeologických artefaktů. Byl založen Výbor proti ničení archeologických artefaktů na Chrámové hoře. Celá záležitost není zatím uzavřena.
Šejch Raed Saláh, vůdce Islámského hnutí v Izraeli, v roce 2007 prohlásil: „Po tisící připomínáme, že celá mešita Al-Aksá, včetně všeho co je nad ní i pod ní, je pouze a jedině muslimským majetkem a nikdo nemá právo ani na jediné zrnko písku z ní.“
V rozhovoru pro Makor Rišon 22. 5. 1998 prohlásil Imám mešity Al-Aksá a Muftí Jeruzaléma Akrem Cabari, že „Židé nemají žádná práva na Chrámovou horu“.